# 圍點棋
圍點棋（Kropki）是流傳於東歐地區的兩人紙筆遊戲，些許類似圍棋、點格棋。

圍點棋範例

## 規則
- 至少9*9的方格紙，與不同顏色的筆供玩家使用。

- 每方必須輪流在未標記的交叉點劃上一點。畫點後，可將任意數的己方點連線起來，將敵方的點包圍住。
  - 被包圍的區域需有敵方點。
  - 兩點之間相連距離只限一格正交或對角線。
  - 連線不能劃過敵方線。
  - 邊界的點無法被包圍。

- 所有的點都已被標記時遊戲結束，包圍敵方的點數量多著勝。

## 外部連結
- 遊戲 iOS
- 遊戲介紹
- 遊戲協會 （页面存档备份，存于）
- 遊戲下載 （页面存档备份，存于）
- 策略教學